# Canal Juliana
Le canal Juliana (en néerlandais : Julianakanaal) est un canal du Limbourg néerlandais.

## Géographie
Construit en parallèle à la Meuse, le canal Juliana permet de raccourcir l'itinéraire fluvial entre Maastricht et Maasbracht. Il permet également de faire passer une partie de l'eau de la Meuse. Le canal commence au nord de Maastricht près du seuil de Borgharen, et rejoint la Meuse 36 km plus au nord, près de Maasbracht. Le canal est situé entre la Meuse, qui forme la frontière belgo-néerlandaise et l'autoroute A2.

## Aménagement
Le canal compte trois écluses, à Limmel, à Born et à Maasbracht, ainsi que trois ports fluviaux, à Maastricht (Beatrixhaven), à Stein et à Buchten (près Born). Quand les mines de charbon d'État des environs de Heerlen étaient encore exploitées, le port de Stein était d'une très grande importance. À cette époque, le port fluvial de Stein était le deuxième d'Europe en taille, après celui de Duisbourg en Allemagne.

## Histoire
La construction a eu lieu à la fin des années 1920 et au début des années 1930. En 1935, les travaux sont terminés. Le canal est nommé d'après la princesse héritière, la future reine Juliana des Pays-Bas.
En 1929, près du village d'Elsloo, il fallait creuser dans la colline du Scharberg pour faire passer le canal. Lors des travaux, on trouve une couche datant du Miocène contenant un grand nombre de dents de requins.
Pendant la Seconde Guerre mondiale, le canal joue un rôle stratégique d'importance. Au début de la guerre, il empêchait les Allemands d'avancer vers l'ouest. En 1944, il barrait le chemin aux Alliés avançant vers l'Allemagne. La plupart des ponts sont dynamités. À Elsloo, le pont n'est rétabli que dans les années 1960.

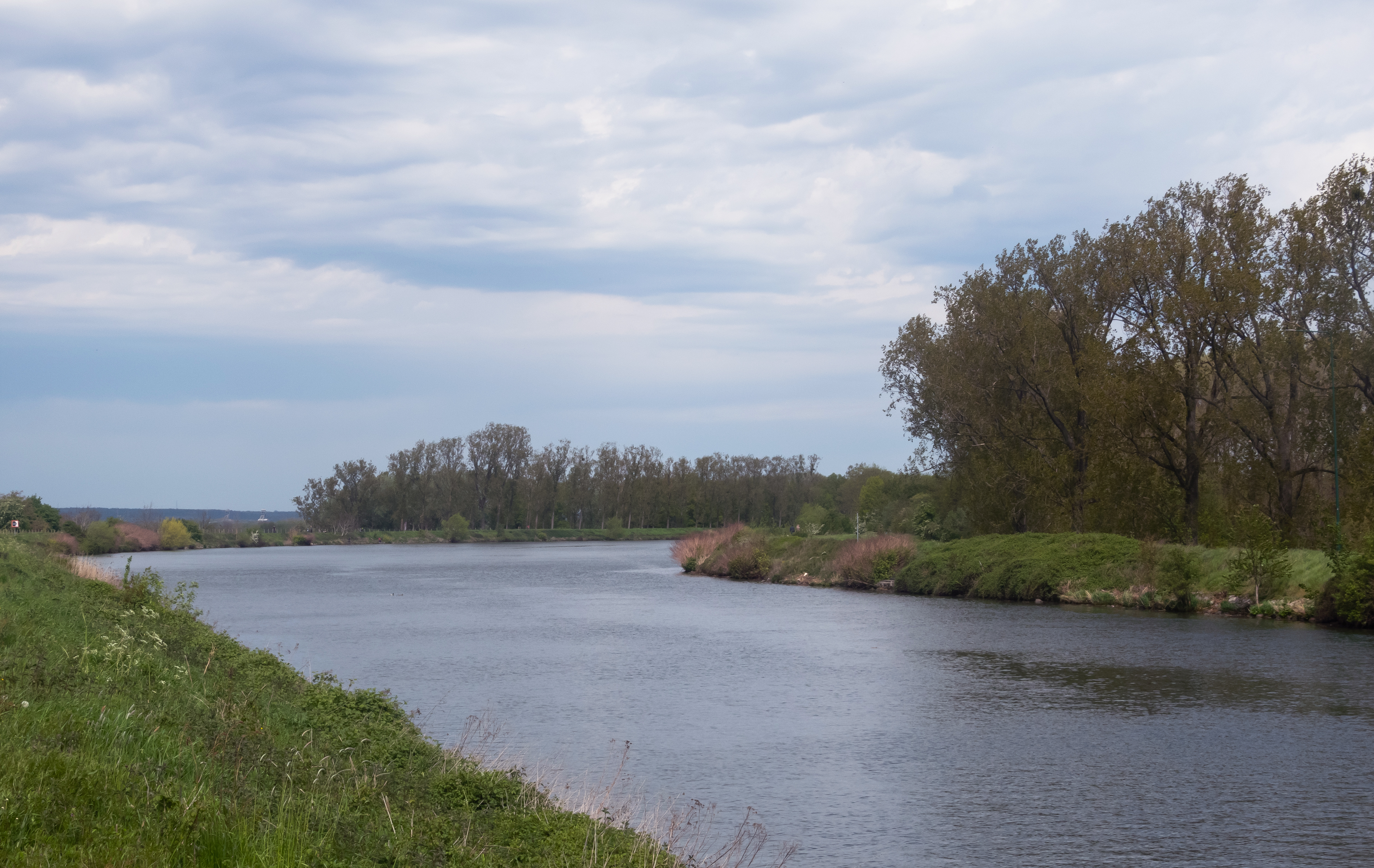
Canal Juliana près le pont Scharbergbrug (Elsloo)

## Source
- (nl) Cet article est partiellement ou en totalité issu de l’article de Wikipédia en néerlandais intitulé « Julianakanaal » (voir la liste des auteurs).